# 세인트로렌스섬
세인트로렌스섬(유픽어:Sivuqaq, 영어:Saint Lawrence Island)은 미국 알래스카 놈 센서스 지역에 위치한 섬으로, 면적은 약4,640 km²로 미국에서 여섯 번째, 전 세계적으로는 약 113번째 규모이다. 2020년 인구는 1 475명이며, 사보옹가  (인구 835명)와 갬벨 (인구 640명)의 두 마을에 집중되어 있다. 주민의 대부분(약 96 %)은 시베리안 유픽족으로 구성된다.

## 지리
섬의 전형적인 형상은 길이 약 140 km, 너비 최대 35 km이며, 황야적이며 나무가 거의 없는 환경이다. 최고점은 아툭산(Atuk Mountain, 약 630 m)이다. 알래스카 본토보다 러시아 치코츠키 반도에 더 가까운 위치에 있으며, 바다표면 아래 푼옥 제도 등을 포함하면 단일 섬보다 군도적인 성격도 있다. 철새와 해양 포유류의 주요 서식지 중 하나로, 번식기에는 수백만 마리에 달하는 조류가 모인다.

## 역사

### 선사시대~19세기
고고학적 증거는 약 2 000년 전부터 유픽족이 간헐적으로 정착했음을 보여주며, 푼옥 및 쿠쿨릭 유적지가 대표적이다. 19세기 중엽에는 섬 내 여러 마을에서 약 4 000명의 유픽족이 거주했으며, 1878년부터 1880년 사이에는 대기근으로 인해 대다수가 사망하거나 이주했고, 생존자 대부분이 시베리안 유픽족으로 통합되었다.

### 20세기~현재
1900년 미국 정부는 순록을 도입하였고, 1917년경에는 약 10 000마리로 불어나 울류 및 목축 경제가 생겨났다. 1969년 사보옹가는 정식 시로 승인되었다. 1971년 제정된 알래스카 원주민 청구 합의법(ANCSA) 이후, 사보옹가와 갬벨은 대형 지역 원주민 기업에 가입하지 않고 섬 전체 토지에 대한 권리를 공동으로 취득하는 방식을 선택하였다. 2016년 미 연방 토지관리국(BLM)은 총 1 .136 백만 에이커(약 4 600 km²)의 토지를 Kukulget Inc.와 Sivuqaq Inc. 두 법인에 이전하였다.

## 언어와 문화
사분가와 갬벨 주민 대부분은 중앙 시베리아 유픽어를 모국어로 사용하며, 미국 내 시베리안 유픽족 인구는 약 1,100명이고, 이 중 약 1,050명이 일상 언어로 사용하고 있다. 전 세계적으로는 러시아 쪽의 챕리노 유픽족까지 포함해 최대 2 828명 정도가 있는 가운데, 유픽어 화자는 감소하고 있으며 젊은 층에서는 영어 사용이 일반화되고 있다.
문화적으로 전통 드럼(atuq), 춤, 바다코끼리 상아와 고래뼈를 이용한 조각 등 공예가 활발하며, 사보온가에서는 주말에 커뮤니티 드럼 공연과 공예체험이 정기적으로 열린다(현지 연방 예술 프로그램 및 Kawerak 지역문화센터 등 참고).

## 정치·자치
섬의 토지는 사보온가의 Kukulget Inc.와 갬벨의 Sivuqaq Inc. 두 법인이 공동 소유 및 관리하고 있으며, 각 마을은 미국 연방 정부에 등록된 부족 자치 정부(IRA Council)를 운영한다. 이들은 교육, 복지, 전통문화 등 예산 편성과 집행에 있어서 자치적인 역할을 수행한다.

## 교육
세인트로런스섬의 교육은 두 주요 마을인 사보옹가와 갬벨에서 이루어지며, 배링 해협 교육구(Bering Strait School District)가 이 지역의 학교 운영을 총괄합니다.
섬에는 12학년까지 학생을 가르치는 휴고 T. 아파티키 학교(갬벨)와 호가스 킹익크 시니어 메모리얼 학교(사보옹가)가 있으며, 지역 고등학교 졸업률은 낮고 고등교육 진학자도 극소수에 불과합니다.
최초의 공식 학교는 1899년 셸던 잭슨(Sheldon Jackson)에 의해 사보옹가에서 설립되었습니다.
1970년대부터 1990년대에 걸쳐 Title VII 이중언어 교육 프로그램이 확대되면서, 유픽어‑영어 병기 교재, 민속 이야기 등의 출판이 활발했으나 이후 영어 위주의 표준화 교육 강화로 관련 수업은 축소되었으며, 지역사회 중심의 디지털 유픽어 몰입 프로그램과 학습 자료 필요성은 여전히 강조되고 있습니다.
배링 해협 교육구는 각 학교에 이중언어·이중문화 부서를 설치하여 유픽어와 원주민 문화를 반영한 커리큘럼(드럼, 공예, 언어 보존 등)을 운영하고 있습니다.
읽기와 수학 교육은 학교 개선 보조금(School Improvement Grant, 약 100만 달러) 지원을 통해 특히 강조되었으며, 호가스 킹익크 시니어 메모리얼 학교도 해당 보조금을 통해 교육 환경을 개선했습니다.

## 경제
세인트로렌스섬의 주민들은 주로 해양 자원을 기반으로 한 수렵·어획 중심의 자급자족적 생활을 유지하고 있으며, 소규모 관광 및 서비스업도 병행하고 있다.

### 1차 산업 및 자급자족 생업
세인트로런스섬 주민의 식단은 바다코끼리, 고래, 순록, 물범, 어류 등 해양 포유류와 어획 자원이 전체의 60∼80 % 수준을 차지하며, 일부 의복·도구용 재료도 자연 자원 의존도가 매우 높다..

### 상업 및 유통
세인트로런스섬에는 감벨과 사분가 단 두 마을에 걸쳐 각각 하나씩의 마을 일반판매점이 운영되며, 이곳이 곧 섬 전체 주민의 상업 및 생활자재 유통망 역할을 한다. 예컨대 알래스카 상업 회사가 운영하는 알래스카 상업 매장에는 식료품과 생활용품에서부터 연료·부속품까지 주민들의 일상에서 필요한 거의 모든 종류의 상품을 취급한다.
이 상점에 납품되는 생활자재는 대부분 바지선에 의한 집단 화물 수송, 소형 항공운송, 또는 특급우편 방식으로 이루어지는데, 섬 지역의 항만·공항 시설이 열악하고 겨울철 혹한이나 폭풍우가 잦아 배송 지연, 재고 부족, 높은 운송비 문제가 반복되고 있다.
.
이로 인해 식료품과 생활용품 물가는 알래스카 본토 평균의 약 두 배 이상에 달하는데, 레딧에 올라온 사분가 주민 사례에서 백미 한 상자가 11달러, 종이타월 한 팩이 13달러라는 실태가 언급되며 “음식과 난방이 가장 큰 비용”이라는 표현이 나왔다.
한편 앵커리지의 카스–세이프웨이 체인 매장은 수익성 악화와 고비용 구조로 인해 2025년 4월 기준, S스탠리 페어뷰 지역 매장을 폐점하였으며, 같은 브랜드의 갬벨 매장 폐쇄가 예고된 상태로 주민들의 식료품 접근성이 더욱 어려워지고 있다.
섬 내의 상업
- "상업용 대구 잡이': 사분가 주민 일부는 상업용 핼리벗 잡이 허가를 보유하며, 항구 도강(Pound landing) 시 무게 단가가 파운드당 6~7달러 수준으로 거래된다. 이를 통해 비록 제한적이나마 현금 수입이 발생하는 사례가 있다[12].

- 전통 공예품·유물 판매: 섬 주민들은 바다코끼리 상아, 고래뼈, 화석상아 등을 소재로 한 유픽 조각품과 문화유물을 손수 제작하여 부업 또는 소규모 판매 경로(관광객, 온라인, 소정의 거래소 등)를 통해 수익화한다. 이는 경제 활동이자 문화 정체성을 유지하는 중요한 수단이다[13].

- 연료 및 기본 생활자재 유통

섬 내 차량, 선박, ATV를 운용하는 데 필수적인 디젤·휘발유 등을 해상 또는 항공 운송을 통해 확보하며, 유류비와 운송비 상승은 곧바로 주민의 생활비 부담으로 이어진다.
섬 전체적으로 보면, 상업 관련 고용 기회는 극히 제한적이고 대부분 주민이 여전히 사냥과 어업을 통한 자급 목적 생계를 이어가고 있다. 그럼에도 불구하고, 이러한 상업 및 유통 구조는 섬 주민과 외부 사회를 연결하는 유일한 통로이며, 문화상품과 식료품,생필품 공급을 아우르는 경제 매개체, 기상악화 시 긴급 보급의 안전망으로서 결정적인 역할을 담당하고 있다.

## 환경 문제
섬 북동부의 Northeast Cape 및 갬벨 인근에는 냉전기 레이더 기지(FUDS; Formerly Used Defense Site)가 위치해 있었으며, PCB·PAHs·휘발성 유기오염물질 등이 잔류해 있다. ATSDR 등의 조사 결과에 따르면 일부 물고기와 야생식물에서 오염이 확인되었고, 주민 혈청 내 PCB 농도는 미국 본토 평균보다 4.5~9배 높다는 연구결과가 있다. 또한 2025년 현지 유픽 지도자들은 인권·환경 관련 유엔 특수 보고관에게 제소하였으며, 이에 대해 미국 정부와 지속적인 정화 및 보상 협의가 진행 중이다.

## 교통
섬에는 차량 도로 기반시설이 대부분 없으며, 공항은 사분가 공항과 갬벨 공항이 유일하다. 놈 센서스 지역을 비롯한 알래스카 본토의 항공 노선이 이 두 마을과 연결되며, 방문자는 사전 토지 출입 허가서(land crossing permit)를 '''ANCSA 원주민 법인(Alaska Native Corporation)에 신청해야 한다.

## 관광 및 체험
세인트로런스섬은 극지형 접근성과 교통 불편으로 인해 대규모 관광이 어렵지만, 아래와 같은 형태의 제한된 관광업이 활성화되고 있다.
- 극지 탐험 유람선 기반 문화 체험

2022년 12월, 하이브리드 전기 유람선(MS Roald Amundsen)이 처음으로 (2019년 이후)사분가 마을 앞바다에 정박했으며, 주민들은 승객들을 직접 환영하고 공연, 민속 게임, 기념품 판매로 참여하였다.
유람선 방문객을 대상으로 마을 장로가 이끄는 북춤 공연, 유피크 전통 체험, 공예 시장 운영, 어린이 놀이 시연 등 다양한 현장 체험을 제공한다.
- 조류 관찰 중심의 자연 관광

갬벨북서쪽 해안은 봄과 가을 이주 철마다 수백만 마리 조류가 모이는 조류관찰지로, 놈 센서스에서 출발한 항공 전세를 통해 당일관광 입도하여 ATVs, 자전거 또는 도보 코스로 조류 서식지를 탐방을 한다.봄과 가을철 철새 여행 시기에 수백만 마리가 경유함에 따라 갬벨은 북미 최대 수준의 버드워칭 명소로 알려져 있다.
원주민 주도 문화관광
- 고향 문화 중심 운영형 프로그램이며, 마을 회의체 및 앨더리(장로) 주도로 전통 춤·의례·공예 제작 등을 운영하며 문화 보존과 외부 경험 내실화를 동시에 추구한다.[20]

## 참고 자료
- 지역사회 기반 경제조사 (미 해양대기국, NOAA, 2010)
- 알래스카 여행 안내 (Travel Alaska 웹사이트 등)

references>

</references>